# 三十拉警報
《三十拉警報》（或又曾譯為《OVER TIME～三十拉警報～》）是由日本著名編劇小說作家北川悅吏子的作品。並由富士電視台在1999年1月4日至3月22日間改編為電視劇，全劇共12集。由反町隆史與江角真紀子雙主演。

## 劇情簡介
1998年的除夕，快年屆三十歲的單身美容師笠原夏樹（江角真紀子 飾）與兩位同居好友冬美和春子到北海道迎接新年，然而夏樹於酒店中在一很尷尬的情況下和二十五歲的攝影記者楓宗一郎（反町隆史 飾）遇上。回到東京後，夏樹參加相親，宗一郎因作為男方友人身份出現而再次相遇，相親還是失敗，夏樹憤而離去，卻得到從後追出的宗一郎給予鼓勵而重新振作，二人再次分別。某天，春子告之其弟弟即將到她們家中暫住，此人竟就是宗一郎，於是四人同住一屋簷下。這時候，宗一郎與夏樹各自為展開的新戀情而努力，然而二位卻因常聚在一起互吐心事而日久生情...

## 製作團隊
- 編劇：北川悅吏子
- 配樂：武部聰志
- 製片：中山裕隆
- 製作人：高井一郎
- 導演：武內英樹、永山耕三、羽住英一郎
- 協力製作人：東海林秀文
- 助理導演：羽住英一郎／刑部俊哉／七高剛／高木健太郎／成田岳／北原ゆき
- 企畫：龜山千廣
- 著作版權：富士電視台

## 演員
- 反町隆史 - 飾演 楓　宗一郎（25）

第一新聞攝影部記者。
- 江角真紀子- 笠原夏樹（29）

美容師。
- 木村佳乃 - 飾演 倉田薺（21）

喜歡宗一郎。
- 石田百合子 - 飾演 鶴町冬美（28）

夏樹的好友，曾與有婦之夫發展不倫關係。
- 椎名桔平 - 飾演 久我龍彦（35）

醫生，夏樹的夢想對象。
- 加藤晴彥 - 飾演 遠藤和也（23）

宗一郎的同事。
- 伊藤英明 - 飾演 小林　裕貴（23）

宗一郎的同事。
- 西田尚美 - 飾演 楓　春子（27）

宗一郎的姊姊，與夏樹、冬美同居生活。
- 星野有香 - 飾演 真鍋　響（25）

護士，與久我一起工作。
- 田中麗奈（第5～7集）- 飾演 神谷利奈

久我的病人。
- 羽場裕一（第1～5集）- 飾演 城山豊

冬美的不倫對象。

## 音樂
- 主題曲
  - the brilliant green（就以那樣的速度）
- 插曲
  - 山口由子 - 《believe》
  - the brilliant green《長いため息のように》
- 使用曲
  - 山口由子《Sunday Morning Lovers》
  - Spitz《楓》

## 收視率
| 集數                                                                   | 播出日期      | 標題             | 導演       | 收視率 |
| ---------------------------------------------------------------------- | ------------- | ---------------- | ---------- | ------ |
| 第1集                                                                  | 1999年1月04日 | （なし）         | 武内英樹   | 20.4%  |
| 第2集                                                                  | 1999年1月11日 | 恋する二人       | 武内英樹   | 21.9%  |
| 第3集                                                                  | 1999年1月18日 | 秘密のデート     | 永山耕三   | 21.8%  |
| 第4集                                                                  | 1999年1月25日 | 大人のキス       | 永山耕三   | 21.6%  |
| 第5集                                                                  | 1999年2月01日 | キスの温度       | 武内英樹   | 18.6%  |
| 第6集                                                                  | 1999年2月08日 | 許せない関係     | 武内英樹   | 21.0%  |
| 第7集                                                                  | 1999年2月15日 | ずっと淋しかった | 永山耕三   | 20.2%  |
| 第8集                                                                  | 1999年2月22日 | 急接近           | 羽住英一郎 | 20.0%  |
| 第9集                                                                  | 1999年3月01日 | まちがい         | 永山耕三   | 18.1%  |
| 第10集                                                                 | 1999年3月08日 | 寝てしまった…    | 武内英樹   | 19.3%  |
| 第11集                                                                 | 1999年3月15日 | 最後の告白       | 永山耕三   | 20.7%  |
| 最終回                                                                 | 1999年3月22日 | 予期せぬ結末     | 武内英樹   | 18.8%  |
| 平均收視率20.2%（關東地區） 收視率由Video Research（關東地方）調查而得 |               |                  |            |        |

- 最高收視率：21.9%（第2集）

## 獎項
- 第20回日劇學院賞

助演女優賞：石田百合子
新人賞：田中麗奈